# Уайньйо
Уайньйо (кеч. wayñu, ісп. huaiño, huayño) — популярний жанр андійської музики і танцю переважно доіспанського походження, зараз поширений серед населення андійських країн, особливо Перу, Болівії і Аргентини, приймаючи дещо різні форми залежно від культури окремої країни або місцевості.
Сучасна музика жанру є комбінацією народної музики і популярної міської музики. Високі голоси співаків супроводжуються різноманітними інструментами, такими як кена, флейта, флейта Пана, губна гармоніка, чаранго, скрипка і мандоліна, в деяких варіантах уайньйо до них додають гітару, лютню, акордеон, саксофон, трубу. Уайньйо має характерний п'ятиричний ритм, в якому одразу за першим ударом слідують ще два коротких удари. Цей ритм також став основою багатьох гібридних ритмів, від чічі до андійського року.
Танець зазвичай починається з того, що чоловік запрошує жінку, протягуючи праву руку. В деяких варіантах він кладе хустину на плече жінки. Після цього, вони слідують на місце танцю. Танець складається з відбиття ногами швидкого ритму, при цьому чоловік рухається за жінкою, торкаючись неї плечима, та інколи бере її ліву руку в свою праву, коли обидва розкачуються в ритмі музики.
Відомими прикладами є сцени з кількох відомих п'єс, наприклад
- «El Cóndor Pasa» Даніеля Аломії Роблеса
- «Vírgenes del Sol» Хорхе Браво де Руеда
- «Flor de Retama»
- «Walicha»
- «Al compas de la Guitarra» Хульґеро дель Уаскаран
- «Bendita las madres» Хульґеро дель Уаскаран, і Елени Сарай